# GJ 4053
GJ 4053 is een vlamster met een spectraalklasse van M4.5V. De ster bevindt zich 24,93 lichtjaar van de zon.